# T-37
T-37 byl sovětský obojživelný tank, který částečně vycházel z britského obojživelného tanku Carden-Loyd a částečně z jeho již částečně poruštěných verzí T-33 a T-41, které nebyly pro nevyhovující parametry přijaty do výroby. Jeho sériová výroba probíhala v letech 1933-1936, postaveno bylo 1200 tanků. Krom toho vznikla plamenometná modifikace (OT-37, 75 kusů) a podvozek tanku se stal základem pro samohybné dělo SU-37. Byly zde i experimenty s použitím tohoto tanku u vzdušných výsadkových vojsk, ale výsledky projektu se ukázaly být neuspokojivé.
Výzbroj tanku představoval kulomet DT - 7,62 mm, pancíř svislých stěn věže byl silný 6 mm, u vany pak 9 (čelo, boky) - 6 (záď) mm.
Tanky T-37 u bojových jednotek nahrazovaly tančíky T-27 a měly hrát významnou úlohu v průzkumu a jako podpora v boji proti hůře vyzbrojené pěchotě. Brzy se ukázalo, že jde o iluzorní představu. Pasivní ochrana posádky byla ještě slabší než u tančíku T-27 a tank byl navíc značně poruchový. Už po akcích v Polsku, kde se nesetkaly s výraznějším organizovaným odporem, byly tyto tanky vyhodnoceny jako vysoce nekvalitní a nevyhovující požadavkům moderní války. Následovalo tentokráte již katastrofální vystoupení v Zimní válce. Přestože protitanková výzbroj Finů nebyla oslnivá kvalitou ani četností, jejich promyšlená organizovaná obrana pravidelně měnila nasazení těchto slaboučkých strojů v jednostranný masakr.
Pod dojmem Zimní války rozhodlo vedení Rudé armády, že stroje budou při nejbližší příležitosti vyřazeny a nahrazeny novými. Jelikož však programy nárůstu ruských tankových sil byly nastaveny natolik optimisticky, že mu továrny vyrábějící tanky nestačily, přetrvaly nakonec stroje T-37 až do roku 1941 a německého vpádu. Za bojů proti Wehrmachtu a jeho spojencům utrpěly strašlivé ztráty a byly urychleně staženy z fronty.

## Varianty
- T-37 - standardní sériová verze
- T-37(TU) - velitelská verze, vyznačovala se rozměrnou rámovou anténou radiostanice po obvodu horní části korby. Tato verze sloužila velitelům tankových jednotek, kteří pomocí radiostanice, udržovali spojení s vyššími stupni velení. Podřízeným tankům se povely sdělovaly pomocí signalizačních praporků.
- OT-37 - plamenometná verze
- SU-37 - samohybné dělo vyzbrojené 37mm kanónem